# Aisha Lemu
Aisha Bridget Lemu, auch Hajiya B. Aisha Lemu (* 1940 als Bridget A. Honey in Poole, Vereinigtes Königreich; † 5. Januar 2019 in Minna, Nigeria) war eine Britin, die seit ihrer Konversion zum Islam und Migration nach Nigeria vor allem als Religionspädagogin tätig war.

## Leben
Lemu nahm 1961 ein Bachelor-Studium des Hochchinesischen an der School of Oriental and African Studies der University of London auf; im selben Jahr konvertierte sie am 26. Dezember im Islamic Cultural Centre zum Islam. In ihrer Studentenzeit beteiligte sie sich an der Gründung der Islamic Society am College (deren erste Sekretärin sie wurde) und im Folgejahr der Federation of Students Islamic Societies in the U.K. and Eire. An ihr 1965 abgeschlossenes Chinesisch-Studium schloss sie ein einjähriges postgraduales Studium zum Lehren von Englisch als Fremdsprache am Institute of Education der University of London an, während dessen sie ihren zukünftigen Ehemann Sheikh Ahmed Lemu kennenlernte, der damals an der University of London studierte. Im August 1966, nach Erlangung ihres Postgraduate Certificate in Education, ging sie nach Kano, wo sie anderthalb Jahre an der School for Arabic Studies lehrte, an dem ihr Mann auch als Schulleiter wirkte. Im April 1968 wurde sie Sheikh Ahmed Lemus zweite Frau; mit ihm hat sie einen Sohn und eine Tochter. Von 1968 bis 1976 war sie Schulleiterin am Government Girls College in Sokoto.
1976 (dem Jahr der Gründung des Bundesstaates Niger, in dem ihr Mann auch zum Grand Qadi am Scharia-Appellationsgericht ernannt wurde) ließ sie sich in Minna nieder, wo sie bis 1978 Schulleiterin am Women’s Teacher’s College war. Mit ihrem Mann gründete sie den Islamic Education Trust, der mittlerweile in mehreren nigerianischen Bundesstaaten Zweigstellen hat und eine Bücherei, einen Verlag, Primär- und Sekundarschule, und Zentrum für Erwachsenenbildung für Frauen umfasst.
Lemu war Mitglied des vom Nigerian Educational Research Council eingesetzten Islamic Studies Panel, das den nationalen islamkundlichen Lehrplan für verschiedene Schulstufen überarbeiten sollte. 1985 gründete Lemu mit anderen Musliminnen die Federation of Muslim Women’s Associations in Nigeria (FOMWAN), zu deren erster nationaler Amirah sie für vier Jahre gewählt wurde und für die sie auch nach dieser Amtszeit als Funktionärin tätig blieb.
Im Verfassungsschutzbericht 2010 des Landesamtes für Verfassungsschutz Baden-Württemberg wird festgestellt, dass in einer von Lemu mit Fatima Grimm verfassten Publikation für die Wiedereinführung der Hadd-Strafen plädiert werde.

## Veröffentlichungen
- A student’s introduction to Islam. Macmillan Education, London 1971.
- Gabatar da addinin Musulunci ga dalibi. Northern Nigerian Pub. Co., Zaria 1976.
- mit Fatima Heeren: Woman in Islam. Papers delivered at the International Islamic Conference, held in London from 3rd to 12th April, 1976. Islamic Council of Europe, Leicester 1976, ISBN 0-86037-004-6. Neuauflage Islamic Foundation, Markfield 2007, ISBN 978-0-86037-004-8.
- mit Fatima Heeren: Kvinden i islams verden. Scientific Research House, Kuwait und Islamisk Ungdomsforbund, Valby 1978, ISBN 87-980656-4-5.
- Islamic citizenship and moral responsibility. Islamic Education Trust, Minna 1979.
- Students’ Islamic Society Branch Organisation (= Islamic Education Trust Guidelines series). Islamic Education Trust, Minna 1979.
- Methodology of primary Islamic studies. A handbook for teachers. Islamic Publications Bureau, Lagos 1980.
- A critical look at the theory of evolution (= I.I.F.S.O. 46). International Islamic Federation of Student Organizations, Salimiah [Kuwait] 1982.
- A degree above them. Observations on the condition of the northern Nigerian Muslim woman. Islamic Education Trust, Minna bzw. Gaskia Corporation, Zaria 1983.
- Die Evolutionstheorie aus islamischer Sicht (= International Islamic Federation of Student Organizations. 46). Übersetzt von Ayisha Niazi. IIFSO, Salimiah (Kuwait) 1983.
- Tawhid and fiqh. Belief and jurisprudence (= Junior Islamic studies. Book 1). Islamic Education Trust, Minna.
- Lessons on the Qurʼan (= Junior Islamic studies. Book 2A). Hudahuda, Zaria und Hodder & Stoughton, London 1986, ISBN 0-340-32791-X.
- Junior Qurʼanic Arabic (= Junior Islamic studies. Book 2B). Hudahuda in association with Hodder and Stoughton, Sevenoaks und Zaria 1986, ISBN 0-340-32790-1.
- Tahdhib (moral education) and Sirah (= Junior Islamic studies. Book 3). Islamic Education Trust, Minna.
- The Ideal Muslim Husband. Islamic Education Trust (Publications Division), Minna 1987. Neuauflage bei Al-Saadawi Publications, 1992, ISBN 1-881963-03-9.
- Islam, the religion of the future. The Islamic Union of Hong Kong, Hong Kong 1988.
- Islamization of Education. A Primary Level Experiment in Nigeria. In: Muslim Education Quarterly, volume 5, No. 2, 1988.
- The role of Muslim women in the 15th century Hijrah. In: Ramatu Abdullahi, Muslim Sisters Organisation of Nigeria (Hrsg.): The Muslim woman. Challenges of the 15th Hijra. Woye & Sons, Ilorin und Islamic Publications, Lagos 1988.
- Gari ya waye (Nazari akan matsayin mata Musulmi a Arewacin Najeriya). Übersetzt von Shuayb Haruna Gambo Langen. Mosque Foundation, Kaduna 1989.
- Islamic studies for Senior Secondary Schools. Book 1. Islamic Publications Bureau, Lagos 1989, ISBN 978-2470-27-9.
- Islamic studies for Senior Secondary Schools. Book 2. IET, Minna 1990.
- Muslim women and marriage under the Shariah rights and problems faced. In: Awa U Kalu und Yemi Osin Bajo (Hrsg.): Women and children under Nigerian law (= Federal Ministry of Justice, Law Review series. Vol. 6). Federal Ministry of Justice, Lagos 1990, ISBN 978-2439-06-1.
- Laxity, moderation, and extremism in Islam. Islamic Education Trust, Minna, 1991, ISBN 978-30722-2-6.
- The Ideal Muslim Wife. Islamic Education Trust (Publications Division), Minna 1992, ISBN 978-2159-06-9.
- Animals in Islam. Spectrum Books, Ibadan und Islamic Education Trust, Minna 1993, ISBN 978-2462-33-0.
- Laxisme, modération et extrémisme en Islam (= Occasional papers. 5). Übersetzung von Michèle Messaoudi. International Institute of Islamic Thought, Herndon VA / London 1995, ISBN 0-912463-96-1.
- Islam and Alcohol. Edited version of a lecture delivered at Advanced Teachers’ College Minna on the occasion of Id-al-Maulud, February 1981. Al-Saadawi Publications, Alexandria (Virginia) 1996, ISBN 1-881963-02-0.
- Islamic ʻaqidah and fiqh. A textbook of Islamic belief and jurisprudence. IQRAʾ International Educational Foundation, Chicago 1996, ISBN 1-56316-061-7.
- Sikap ekstrem. Penyakit dakwah Islam. International Institute of Islamic Thought, Petaling Jaya 1996.
- Islamic tahdhib and akhlaq. Theory and practice. IQRAʾ International Educational Foundation, Chicago 1997, ISBN 1-56316-320-9.
- mit Fatima Grimm: Frau und Familienleben im Islam (= Schriftenreihe des Islamischen Zentrums München. Nr. 20); übersetzt durch Abdullah Hammam. 3. Auflage. Islamisches Zentrum München, München 1999, ISBN 3-89263-020-8.
- A holistic approach to teaching Islam to children. A paper presented at the Conference on Private Islamic Schools, 12-13 August 1994, held in Minna by the Islamic Education Trust on behalf of the Nigerian Daʻwah Coordination Council (NDCC). IET Publications Division, Islamic Education Trust, Minna 2001, ISBN 978-2159-45-X.
- Child upbringing and moral teaching in Islam. A paper presented at Abuja Muslim Forum Seminar on Child Upbringing, a Divine Obligation, a Complementary Responsibility, December 1977. Islamic Education Trust, Minna 2001, ISBN 978-2159-44-1.
- Islam, one God, one humanity. A paper presented at the annual convention of the Islamic Society of North America, Chicago, U.S.A. 3-6 September 1999. IET Publications, Minna 2001, ISBN 978-2159-41-7.
- Revelation and the Scriptures. An Islamic perspective. A paper presented at a seminar organized by the Catholic Biblical Movement of Nigeria, Minna, September, 1992. IET Publications, Niger State 2001, ISBN 978-2159-42-5.
- Women in Daʻwah. A working paper presented to a trustees meeting of the International Council for Islamic Information, Markfield Daʻwah Centre, Leicester, U.K., July 1996. IET Publications Division, Islamic Education Trust, Minna 2001, ISBN 978-2159-43-3.
- Teaching for tolerance in Nigeria. In: Recep Kaymakcan, Oddbjørn Leirvik, Oslo Coalition on Freedom of Religion or Belief (Hrsg.): Teaching for tolerance in Muslim majority societies. Centre for Values Education (DEM) Press, Istanbul 2007, ISBN 978-975-6324-98-1.